# Ракетно-артиллерийские корабли проекта 21632 «Торнадо»
Ракетно-артиллерийский корабль проекта 21632 «Торнадо» российские многоцелевые корабли 3-го ранга с управляемым ракетным вооружением ближней морской зоны класса  «река-море».

## История проектирования
Разработан Зеленодольским проектно-конструкторским бюро (ЗПКБ). Представляет собой экспортную версию корабля проекта 21630 «Буян».

## История строительства
На 21-м международном военно-морском салоне «Евронаваль 2008» стало известно что Казахстан приобретёт у России шесть малых ракетно-артиллерийских кораблей проекта 21632 «Торнадо».